# Agrypon augrhantum
Agrypon augrhantum là một loài tò vò trong họ Ichneumonidae.